# European Rugby Champions Cup 2020-2021
European Rugby Champions Cup 2020-21 fu la 26ª edizione della massima competizione europea per club di rugby a 15, la 7ª organizzata da European Professional Club Rugby (EPCR).
Si tenne dall’11 dicembre 2020 al 22 maggio 2021 tra 24 squadre provenienti da Francia, Inghilterra, Galles, Irlanda e Scozia nel formato di due gironi da dodici squadre ciascuno con passaggio agli ottavi delle prime otto di ogni girone.
Per ragioni di sponsorizzazione fu nota con il nome commerciale di Heineken Champions Cup tranne che in Francia, Paese in cui la legge Évin del 1991 proibisce l'uso di associazione di marchi di tabacco e alcolici a eventi sportivi, e in cui fu nota come Champions Cup 2020-21.
Rispetto alla stagione precedente le squadre partecipanti furono portate da 20 a 24, nella misura di otto ciascuna dai campionati inglese, francese e celtico; tuttavia, mentre la Premiership riuscì a inviare le proprie squadre a stagione conclusa, la Francia, che annullò il proprio campionato, iscrisse le migliori otto della classifica dopo la diciassettesima giornata, l'ultima conclusa prima dei divieti di movimento imposti dalla pandemia di COVID-19; il Pro14 invece, iscrisse le migliori quattro europee di ciascuno dei due gironi basandosi sulla classifica alla tredicesima giornata, anche in tal caso l'ultima stabile.
La stagione fu costellata da abbandoni, rinvii e appuntamenti annullati, che indussero a cambi in corso di formula (furono introdotti gli ottavi di finale dopo una prima fase interrotta praticamente a metà) e spostamento della finale, dalla prevista Marsiglia a Londra, che non aveva le stesse restrizioni sanitarie imposte in Francia.
La finale fu un affare interno francese tra La Rochelle e Tolosa con vittoria per 22-17 di quest'ultima, alla sua quinta affermazione-record nella competizione.
Il valore delle marcature, come stabilito da World Rugby nel 2017, è: 5 punti per ciascuna meta (7 se trasformata), 7 punti per la meta tecnica, 3 punti per la realizzazione di ciascun calcio piazzato, idem per il drop.

## Formula
Rispetto alla suddivisione degli anni precedenti in cinque gruppi da quattro squadre ciascuno, per l'edizione 2020-21 furono ammesse 24 squadre ripartite in due gironi da 12 ciascuna con un set ridotto di incontri per fare fronte alle limitazioni imposte dalle norme di contrasto alla pandemia di COVID-19.
EPCR previde, infatti, che ogni squadra giocasse in gara d'andata e ritorno contro due avversarie del proprio girone purché non provenienti dallo stesso campionato, e che le prime quattro di ciascun gruppo accedessero ai quarti di finale.
Il punteggio ai fini della classifica fu quello a bonus dell'Emisfero Sud, che per ogni partita prevede:
- 4 punti per la vittoria
- 2 punti ciascuno per il pareggio
- 0 punti per la sconfitta
- 1 punto aggiuntivo per la o le squadre che realizzino almeno 4 mete
- 1 eventuale punto per la squadra sconfitta con sette o meno punti di scarto,

mentre le discriminanti per arrivo a pari punti furono, nell'ordine, la miglior differenza punti/marcati subiti, il maggior numero di mete marcate, il minor numero di giocatori sanzionati per infrazioni disciplinari e, infine, il sorteggio.
Tuttavia, una seconda ondata epidemica tra la fine del 2020 e l'inizio del 2021 portò dapprima EPCR a sospendere il torneo dopo la disputa di soli due incontri a seguito della decisione del governo francese di proibire attività a rischio contagio e, successivamente, ad annullare i successivi incontri del girone, così cristallizzando la classifica dopo le gare d'andata e ammettendo ai play-off le prime otto di ogni girone e non più le prime quattro, con l'implicazione che:
- nessun club avrebbe affrontato agli ottavi un club proveniente dal proprio stesso campionato e
- i club vincitori sul campo di entrambi i propri incontri (fatti salvi quindi quelli vincitori a tavolino), ovvero Racing 92, Leinster, Wasps, Bordeaux Bègles e Munster, avrebbero disputato in casa il proprio ottavo di finale[9].

Tutti i turni dei play-off si tennero a gara unica e la finale, originariamente in programma al Vélodrome di Marsiglia, fu ricalendarizzata allo stadio londinese di Twickenham, in cui furono ammessi solo 10000 spettatori, 250 dei quali appartenenti al servizio sanitario nazionale britannico, in riconoscimento del loro lavoro in contrasto alla pandemia.

## Squadre partecipanti
| Girone A        | Girone B         |
| --------------- | ---------------- |
| Bath            | Bristol          |
| Bordeaux Bègles | Clermont         |
| Dragons         | Connacht         |
| Edimburgo       | Exeter           |
| La Rochelle     | Glasgow Warriors |
| Leinster        | Gloucester       |
| Montpellier     | Harlequins       |
| Northampton     | Lione            |
| Sale Sharks     | Munster          |
| Scarlets        | Racing 92        |
| Tolone          | Tolosa           |
| Wasps           | Ulster           |

## Fase a gironi

### Girone A
|            | 1ª giornata             |       |
| ---------- | ----------------------- | ----- |
| 11-12-2020 | Northampton — B.-Bègles | 12-16 |
| 12-12-2020 | Tolone — Sale Sharks    | 26-14 |
| 12-12-2020 | Bath — Scarlets         | 19-23 |
| 12-12-2020 | Dragon — Wasps          | 8-24  |
| 12-12-2020 | Montpellier — Leinster  | 14-35 |
| 12-12-2020 | Edimburgo — La Rochelle | 8-13  |
|            |                         |       |
|            | 4ª giornata             |       |
| 22-1-2021  | Leinster — Montpellier  | n/d   |
| 22-1-2021  | Sale Sharks — Tolone    | n/d   |
| 23-1-2021  | B.-Bègles — Northampton | n/d   |
| 23-1-2021  | Scarlets — Bath         | n/d   |
| 23-1-2021  | La Rochelle — Edimburgo | n/d   |
| 23-1-2021  | Wasps — Dragon          | n/d   |

|            | 2ª giornata             |       |
| ---------- | ----------------------- | ----- |
| 18-12-2020 | Scarlets — Tolone       | 28-0  |
| 18-12-2020 | Wasps — Montpellier     | 33-14 |
| 19-12-2020 | Leinster — Northampton  | 35-19 |
| 19-12-2020 | La Rochelle — Bath      | 28-0  |
| 19-12-2020 | B.-Bègles — Dragons     | 47-8  |
| 19-12-2020 | Sale Sharks — Edimburgo | 15-16 |

|           | 3ª giornata             |     |
| --------- | ----------------------- | --- |
| 15-1-2021 | Northampton — Leinster  | n/d |
| 15-1-2021 | Tolone — Scarlets       | n/d |
| 16-1-2021 | Edimburgo — Sale Sharks | n/d |
| 16-1-2021 | Montpellier — Wasps     | n/d |
| 17-1-2021 | Bath — La Rochelle      | n/d |
| 17-1-2021 | Dragons — B.-Bègles     | n/d |

#### Classifica
| Pos | Squadra         | G | V | N | P | PF | PS | DP  | BMP | Pt |
| --- | --------------- | - | - | - | - | -- | -- | --- | --- | -- |
| 1   | Leinster        | 2 | 2 | 0 | 0 | 70 | 33 | +37 | 2   | 10 |
| 2   | Wasps           | 2 | 2 | 0 | 0 | 57 | 22 | +35 | 2   | 10 |
| 3   | Bordeaux Bègles | 2 | 2 | 0 | 0 | 63 | 20 | +43 | 1   | 9  |
| 4   | La Rochelle     | 2 | 2 | 0 | 0 | 41 | 8  | +33 | 1   | 9  |
| 5   | Scarlets        | 2 | 2 | 0 | 0 | 51 | 19 | +32 | 1   | 9  |
| 6   | Edimburgo       | 2 | 1 | 0 | 1 | 24 | 28 | −4  | 1   | 5  |
| 7   | Tolone          | 2 | 1 | 0 | 1 | 26 | 42 | −16 | 0   | 4  |
| 8   | Sale Sharks     | 2 | 0 | 0 | 2 | 29 | 42 | −13 | 1   | 1  |
| 9   | Northampton     | 2 | 0 | 0 | 2 | 31 | 51 | −20 | 1   | 1  |
| 10  | Bath            | 2 | 0 | 0 | 2 | 19 | 51 | −32 | 1   | 1  |
| 11  | Montpellier     | 2 | 0 | 0 | 2 | 28 | 68 | −40 | 0   | 0  |
| 12  | Dragons         | 2 | 0 | 0 | 2 | 16 | 71 | −55 | 0   | 0  |

### Girone B
|            | 1ª giornata          |       |
| ---------- | -------------------- | ----- |
| 11-12-2020 | Ulster — Tolosa      | 22-29 |
| 12-12-2020 | Bristol — Clermont   | 38-51 |
| 13-12-2020 | Lione — Gloucester   | 55-10 |
| 13-12-2020 | Racing 92 — Connacht | 26-22 |
| 13-12-2020 | Exeter — Glasgow     | 42-0  |
| 13-12-2020 | Munster — Harlequins | 21-7  |
|            |                      |       |
|            | 4ª giornata          |       |
| 23-1-2021  | Clermont — Bristol   | n/d   |
| 23-1-2021  | Harlequins — Munster | n/d   |
| 23-1-2021  | Connacht — Racing 92 | n/d   |
| 24-1-2021  | Gloucester — Lione   | n/d   |
| 24-1-2021  | Tolosa — Ulster      | n/d   |
| 24-1-2021  | Glasgow — Exeter     | n/d   |

|            | 2ª giornata            |       |
| ---------- | ---------------------- | ----- |
| 19-12-2020 | Glasgow — Lione        | 0-28  |
| 19-12-2020 | Gloucester — Ulster    | 38-34 |
| 19-12-2020 | Clermont — Munster     | 31-39 |
| 19-12-2020 | Tolosa — Exeter        | 28-0  |
| 20-12-2020 | Harlequins — Racing 92 | 7-49  |
| 20-12-2020 | Connacht — Bristol     | 18-27 |

|           | 3ª giornata            |     |
| --------- | ---------------------- | --- |
| 16-1-2021 | Lione — Glasgow        | n/d |
| 16-1-2021 | Ulster — Gloucester    | n/d |
| 16-1-2021 | Exeter — Tolosa        | n/d |
| 16-1-2021 | Munster — Clermont     | n/d |
| 17-1-2021 | Racing 92 — Harlequins | n/d |
| 17-1-2021 | Bristol — Connacht     | n/d |

#### Classifica
| Pos | Squadra          | G | V | N | P | PF | PS | DP  | BMP | Pt |
| --- | ---------------- | - | - | - | - | -- | -- | --- | --- | -- |
| 1   | Lione            | 2 | 2 | 0 | 0 | 83 | 10 | +73 | 2   | 10 |
| 2   | Racing 92        | 2 | 2 | 0 | 0 | 75 | 29 | +46 | 2   | 10 |
| 3   | Tolosa           | 2 | 2 | 0 | 0 | 57 | 22 | +35 | 2   | 10 |
| 4   | Munster          | 2 | 2 | 0 | 0 | 60 | 38 | +22 | 0   | 8  |
| 5   | Clermont         | 2 | 1 | 0 | 1 | 82 | 77 | +5  | 2   | 6  |
| 6   | Bristol          | 2 | 1 | 0 | 1 | 65 | 69 | −4  | 2   | 6  |
| 7   | Exeter           | 2 | 1 | 0 | 1 | 42 | 28 | +14 | 1   | 5  |
| 8   | Gloucester       | 2 | 1 | 0 | 1 | 48 | 89 | −41 | 1   | 5  |
| 9   | Ulster           | 2 | 0 | 0 | 2 | 56 | 67 | −11 | 3   | 3  |
| 10  | Connacht         | 2 | 0 | 0 | 2 | 40 | 53 | −13 | 1   | 1  |
| 11  | Harlequins       | 2 | 0 | 0 | 2 | 14 | 70 | −56 | 0   | 0  |
| 12  | Glasgow Warriors | 2 | 0 | 0 | 2 | 0  | 70 | −70 | 0   | 0  |

## Fase finale
Leinster ammesso direttamente ai quarti di finale in quanto l'incontro degli ottavi contro Tolone fu annullato per impossibilità del club francese a schierare una squadra nel rispetto dei protocolli sanitari.
|  | Ottavi di finale | Ottavi di finale | Ottavi di finale |                 |             | Quarti di finale | Quarti di finale | Quarti di finale |  |  | Semifinali | Semifinali | Semifinali |  |  | Finale | Finale | Finale |  |
|  |                  |                  |                  |                 |             |                  |                  |                  |  |  |            |            |            |  |  |        |        |        |  |
|  |                  |                  |                  |                 |             | Leinster         | Leinster         | 34               |  |  |            |            |            |  |  |        |        |        |  |
|  |                  |                  |                  |                 |             | Leinster         | Leinster         | 34               |  |  |            |            |            |  |  |        |        |        |  |
|  |                  |                  | Exeter           | Exeter          | 22          |                  |                  |                  |  |  |            |            |            |  |  |        |        |        |  |
|  | Exeter           | Exeter           | Exeter           | Exeter          | 22          | 47               |                  |                  |  |  |            |            |            |  |  |        |        |        |  |
|  | Exeter           | Exeter           |                  |                 |             |                  |                  |                  |  |  |            |            |            |  |  |        |        |        |  |
|  | Lione            | Lione            | 25               |                 |             |                  |                  |                  |  |  |            |            |            |  |  |        |        |        |  |
|  | Lione            | Lione            | 25               |                 | Leinster    | Leinster         | 23               |                  |  |  |            |            |            |  |  |        |        |        |  |
|  |                  |                  |                  |                 |             |                  |                  |                  |  |  |            |            |            |  |  |        |        |        |  |
|  |                  |                  | La Rochelle      | La Rochelle     | 32          |                  |                  |                  |  |  |            |            |            |  |  |        |        |        |  |
|  | Gloucester       | Gloucester       | La Rochelle      | La Rochelle     | 32          | 16               |                  |                  |  |  |            |            |            |  |  |        |        |        |  |
|  | Gloucester       | Gloucester       |                  |                 |             |                  |                  |                  |  |  |            |            |            |  |  |        |        |        |  |
|  | La Rochelle      | La Rochelle      | 27               |                 |             |                  |                  |                  |  |  |            |            |            |  |  |        |        |        |  |
|  | La Rochelle      | La Rochelle      | 27               |                 | La Rochelle | La Rochelle      | 45               |                  |  |  |            |            |            |  |  |        |        |        |  |
|  |                  |                  |                  |                 | La Rochelle | La Rochelle      | 45               |                  |  |  |            |            |            |  |  |        |        |        |  |
|  |                  |                  | Sale Sharks      | Sale Sharks     | 21          |                  |                  |                  |  |  |            |            |            |  |  |        |        |        |  |
|  | Scarlets         | Scarlets         | Sale Sharks      | Sale Sharks     | 21          | 14               |                  |                  |  |  |            |            |            |  |  |        |        |        |  |
|  | Scarlets         | Scarlets         |                  |                 |             |                  |                  |                  |  |  |            |            |            |  |  |        |        |        |  |
|  | Sale Sharks      | Sale Sharks      | 57               |                 |             |                  |                  |                  |  |  |            |            |            |  |  |        |        |        |  |
|  | Sale Sharks      | Sale Sharks      | 57               |                 | La Rochelle | La Rochelle      | 17               |                  |  |  |            |            |            |  |  |        |        |        |  |
|  |                  |                  |                  |                 |             |                  |                  |                  |  |  |            |            |            |  |  |        |        |        |  |
|  |                  |                  | Tolosa           | Tolosa          | 22          |                  |                  |                  |  |  |            |            |            |  |  |        |        |        |  |
|  | Wasps            | Wasps            | Tolosa           | Tolosa          | 22          | 25               |                  |                  |  |  |            |            |            |  |  |        |        |        |  |
|  | Wasps            | Wasps            |                  |                 |             |                  |                  |                  |  |  |            |            |            |  |  |        |        |        |  |
|  | Clermont         | Clermont         | 27               |                 |             |                  |                  |                  |  |  |            |            |            |  |  |        |        |        |  |
|  | Clermont         | Clermont         | 27               |                 | Clermont    | Clermont         | 12               |                  |  |  |            |            |            |  |  |        |        |        |  |
|  |                  |                  |                  |                 | Clermont    | Clermont         | 12               |                  |  |  |            |            |            |  |  |        |        |        |  |
|  |                  |                  | Tolosa           | Tolosa          | 21          |                  |                  |                  |  |  |            |            |            |  |  |        |        |        |  |
|  | Munster          | Munster          | Tolosa           | Tolosa          | 21          | 33               |                  |                  |  |  |            |            |            |  |  |        |        |        |  |
|  | Munster          | Munster          |                  |                 |             |                  |                  |                  |  |  |            |            |            |  |  |        |        |        |  |
|  | Tolosa           | Tolosa           | 40               |                 |             |                  |                  |                  |  |  |            |            |            |  |  |        |        |        |  |
|  | Tolosa           | Tolosa           | 40               |                 | Tolosa      | Tolosa           | 21               |                  |  |  |            |            |            |  |  |        |        |        |  |
|  |                  |                  |                  |                 |             |                  |                  |                  |  |  |            |            |            |  |  |        |        |        |  |
|  |                  |                  | Bordeaux Bègles  | Bordeaux Bègles | 9           |                  |                  |                  |  |  |            |            |            |  |  |        |        |        |  |
|  | Racing 92        | Racing 92        | Bordeaux Bègles  | Bordeaux Bègles | 9           | 56               |                  |                  |  |  |            |            |            |  |  |        |        |        |  |
|  | Racing 92        | Racing 92        |                  |                 |             |                  |                  |                  |  |  |            |            |            |  |  |        |        |        |  |
|  | Edimburgo        | Edimburgo        | 3                |                 |             |                  |                  |                  |  |  |            |            |            |  |  |        |        |        |  |
|  | Edimburgo        | Edimburgo        | 3                |                 | Racing 92   | Racing 92        | 21               |                  |  |  |            |            |            |  |  |        |        |        |  |
|  |                  |                  |                  |                 | Racing 92   | Racing 92        | 21               |                  |  |  |            |            |            |  |  |        |        |        |  |
|  |                  |                  | Bordeaux Bègles  | Bordeaux Bègles | 24          |                  |                  |                  |  |  |            |            |            |  |  |        |        |        |  |
|  | Bordeaux Bègles  | Bordeaux Bègles  | Bordeaux Bègles  | Bordeaux Bègles | 24          | 36               |                  |                  |  |  |            |            |            |  |  |        |        |        |  |
|  | Bordeaux Bègles  | Bordeaux Bègles  |                  |                 |             |                  |                  |                  |  |  |            |            |            |  |  |        |        |        |  |
|  | Bristol          | Bristol          | 17               |                 |             |                  |                  |                  |  |  |            |            |            |  |  |        |        |        |  |

### Ottavi di finale
| Arbitro: | Andrew Brace |

|                     |      |                                     |
| Ackermann 31’       | mt   | 8’ Leyds 22’ Retière                |
| Barton 31’          | tr   | 22’ I. West                         |
| Barton 2’, 12’, 59’ | c.p. | 17’, 48’, 55’ West 65’, 71’ Plisson |

| Arbitro: | Frank Murphy |

|                                  |      |                                   |
| Odogwu 5’ Bassett 23’ Harris 54’ | mt   | 11’ Bézy 17’ Ravai 80’ Matsushima |
| J. Umaga 5’, 23’                 | tr   | 11’ Nanai-Williams 17’, 80’ Lopez |
| J. Umaga 39’, 40+2’              | c.p. | 52’, 67’ Lopez                    |

| Arbitro: | Wayne Barnes |

|                                 |      |                                        |
| Earls 24’, 27’ Coombes 50’, 80’ | mt   | 42’ Lebel 54’ Marchand 67’, 76’ Dupont |
| Carbery 50’ Casey 80’           | tr   | 42’, 54’, 67’, 76’ R. Ntamack          |
| Carbery 14’, 40+1’ Hanrahan 65’ | c.p. | 3’, 16’, 30’, 75’ R. Ntamack           |

| Arbitro: | Ben Whitehouse |

|                                                                                 |      |                                   |
| Hill 14’, 25’ O’Flaherty 28’ Devoto 38’ Ewers 50’ meta tecnica 62’ Woodburn 75’ | mt   | 5’ Couilloud 8’ Mignot 79’ Cretin |
| J. Simmonds 25’, 28’, 38’, 50’ H. Skinner 75’                                   | tr   | 5’, 8’ Wisniewski                 |
|                                                                                 | c.p. | 17’, 34’ Wisniewski               |

| Arbitro: | Luke Pearce |

|                                                                                      |      |              |
| Chat 25’ Machenaud 33’ J. Joseph 62’ Gogichashvili 66’ Thomas 69’, 74’ Trinh-Duc 79’ | mt   |              |
| Machenaud 25’, 33’ Iribaren 62’, 66’, 69’, 79’                                       | tr   |              |
| Machenaud 7’, 31’ Gibert 56’                                                         | c.p. | 13’ Kinghorn |

| Arbitro: | Mike Adamson |

|                                    |      |                           |
| Jalibert 44’ Dweba 70’ Ducuing 79’ | mt   | 6’ Purdy                  |
| Jalibert 44’ Lucu 70’, 79’         | tr   |                           |
| Jalibert 9’, 15’, 21’, 34’, 40’    | c.p. | 13’, 17’, 26’, 55’ Sheedy |

| Arbitro: | Mathieu Raynal |

|                         |      |                                                                       |
| K. Owens 46’ Morgan 76’ | mt   | 16’, 30’ A. v.d. Merwe 41’ MacGinty 51’ Yarde 62’ Beaumont 77’ Quirke |
| Halfpenny 46’, 76’      | tr   | 16’, 30’, 41’, 51’, 62’, 77’ MacGinty                                 |
|                         | c.p. | 2’, 25’, 36’, 68’, 70’ MacGinty                                       |

### Quarti di finale
| Arbitro: | Andrew Brace |

|                                                          |      |                             |
| Alldritt 28’ Leyds 36’ Rhule 41’, 51’ Doumayrou 61’, 69’ | mt   | 40+1’ S. James 76’ McGuigan |
| I. West 36’, 41’, 61’                                    | tr   | 40+1’ MacGinty              |
| I. West 11’, 21’, 65’                                    | c.p. | 9’, 26’, 33’ MacGinty       |

| Arbitro: | Mathieu Raynal |

|                             |      |                                  |
| O’Flaherty 2’, 7’ Ewers 42’ | mt   | 17’ Lowe 28’, 56’ Larmour        |
| J. Simmonds 2’, 7’          | tr   | 17’ Sexton 28’ R. Byrne          |
| J. Simmonds 47’             | c.p. | 32’, 40’, 50’, 65’, 79’ R. Byrne |

| Arbitro: | Matthew Carley |

|                                                |      |                                               |
| Jalibert 5’, 16’, 22’, 48’, 59’, 61’, 74’, 82’ | c.p. | 2’, 25’, 44’, 53’ Machenaud 67’, 79’ Iribaren |
|                                                | drop | 14’ Gibert                                    |

| Arbitro: | Luke Pearce |

|                          |      |                                              |
| Parra 24’, 28’, 41’, 57’ | c.p. | 32’, 39’, 48’, 55’, 61’, 64’, 72’ R. Ntamack |

### Semifinali
| Arbitro: | Wayne Barnes |

|                          |      |                       |
| Lebel 5’ Dupont 71’      | mt   |                       |
| R. Ntamack 71’           | tr   |                       |
| R. Ntamack 38’, 44’, 64’ | c.p. | 3’, 20’, 68’ Jalibert |

| Arbitro: | Matthew Carley |

|                                 |      |                         |
| Alldritt 65’ Skelton 73’        | mt   | 8’ Furlong 77’ R. Byrne |
| I. West 65’, 73’                | tr   | 8’, 77’ R. Byrne        |
| I. West 15’, 32’, 36’, 46’, 56’ | c.p. | 20’, 26’, 52’ R. Byrne  |
| I. West 18’                     | drop |                         |

### Finale
| Arbitro: | Luke Pearce |

|                           |      |                                   |
| Kerr-Barlow 72’           | mt   | 59’ Mallía                        |
|                           | tr   | 59’ R. Ntamack                    |
| I. West 7’, 26’, 32’, 40’ | c.p. | 4’, 10’, 37’, 46’, 69’ R. Ntamack |